# 688 a.C.

## Eventos
- 23a olimpíada:
  - Icário de Hiperésia, vencedor do estádio;[1]
  - O boxe é introduzido [Nota 1] nos jogos. Seu primeiro vencedor foi Onomasto de Esmirna,[1][2] que foi o inventor das regras do boxe.[1] Esmirna, nesta época, já fazia parte da Jônia.[2]